# Jan Benedikt
Jan Benedikt (* 1929) je bývalý český fotbalový brankář. Po skončení aktivní kariéry působil jako trenér, v ročníku 1975/76 byl asistentem Tomáše Pospíchala u Škody Plzeň.

## Fotbalová kariéra
V československé lize chytal za SK Viktoria/Sokol Škoda Plzeň, ATK Praha a Baník Ostrava.

## Ligová bilance
| Ročník                                     | Zápasy | Góly | Klub              |
| ------------------------------------------ | ------ | ---- | ----------------- |
| Státní liga 1946/1947                      | -      | 0    | SK Viktoria Plzeň |
| Státní liga 1948                           | -      | 0    | SK Viktoria Plzeň |
| Celostátní československé mistrovství 1949 | -      | 0    | Sokol Škoda Plzeň |
| Celostátní československé mistrovství 1950 | -      | 0    | Sokol Škoda Plzeň |
| Mistrovství československé republiky 1951  | -      | 0    | ATK Praha         |
| Přebor československé republiky 1954       | 18     | 0    | Baník Ostrava     |
| Přebor československé republiky 1955       | 13     | 0    | Baník Ostrava     |
| 1. československá fotbalová liga 1956      | 19     | 0    | Baník Ostrava     |
| 1. československá fotbalová liga 1957/1958 | 11     | 0    | Baník Ostrava     |
| CELKEM                                     | -      | 0    |                   |